# Amphoraemonas
Amphoraemonas, monotipski rod zelenih algi iz porodice Polyblepharidaceae, dio reda Pyramimonadales. Jedina vrsta je Amphoraemonas scherffelii